# 江川と西本
『江川と西本』（えがわとにしもと）は、原作：森高夕次、漫画：星野泰視による日本の漫画。『ビッグコミックスペリオール』（小学館）にて、2014年22号から2019年12号まで連載された。共にエースとして巨人の一時代を築いた江川卓と西本聖の相克を軸に描いた実録漫画。表題の順序に反して、西本からの視点が中心となっており、1981年の日本シリーズ制覇までを描く。

## あらすじ
西本の兄・正夫が一塁手を務める松山商業が第51回全国高等学校野球選手権大会決勝で太田幸司の三沢高校に勝利したところから物語は始まる。高校時代は練習試合での江川と西本の邂逅、甲子園での江川や定岡、原の活躍が描かれる。甲子園へ行けなかった西本はドラフト外で巨人に入団。長嶋監督のスパルタ指導に耐えつつ、同年1位指名の定岡より先に1軍に定着したところで江川の巨人入団に絡んだ騒動（江川事件）が起きる。悪役となった江川に対して西本は（ライバル心むきだしではあるが）チームメイトとして接し、地獄の伊東キャンプを経て共に巨人のエースに成長していく。

## 書誌情報
- 原作：森高夕次、漫画：星野泰視 『江川と西本』 小学館〈ビッグコミックス〉、全12巻
  1. 2015年4月23日発売[4]、ISBN 978-4-09-186878-7
  2. 2015年10月30日発売[5]、ISBN 978-4-09-187310-1
  3. 2016年3月30日発売[6]、ISBN 978-4-09-187519-8
  4. 2016年8月30日発売[7]、ISBN 978-4-09-187739-0
  5. 2016年12月28日発売[8]、ISBN 978-4-09-189265-2
  6. 2017年6月30日発売[9]、ISBN 978-4-09-189537-0
  7. 2017年10月30日発売[10]、ISBN 978-4-09-189726-8
  8. 2018年2月23日発売[11]、ISBN 978-4-09-189803-6
  9. 2018年7月30日発売[12]、ISBN 978-4-09-860050-2
  10. 2018年10月30日発売[13]、ISBN 978-4-09-860121-9
  11. 2019年2月28日発売[14]、ISBN 978-4-09-860226-1
  12. 2019年7月30日発売[15]、ISBN 978-4-09-860367-1